# Strenua (Göttin)
In der antiken römischen Religion war Strenua, oder auch Strenia, die Göttin des Neujahrs, der Reinigung und des Wohlbefindens. Sie hatte einen Schrein (sacellum) und Hain (lucus) auf der Höhe der Via Sacra. Dem antiken Schriftsteller Marcus Terentius Varro zufolge nach war sie eine Göttin der Sabiner. Nach W.H. Roscher gehörte Strenua zur „Indigitamenta“, einer Liste von römischen Göttern, die von den Priestern geführt wurde, um die korrekte Anbetung in öffentlichen Ritualen zu gewährleisten. Die Prozession der Argei begann bei ihrem Schrein.
Am 1. Januar wurden Zweige von Strenuas Hain in einer Prozession zur Zitadelle (Arx) gebracht. Dieser Brauch wurde das erste Mal am Neujahrstag 153 v. Chr. durchgeführt, dem ersten Jahr, in dem die Konsule ihre Amtszeiten zu Beginn des Jahres antraten. Es ist unklar, ob die Prozession schon immer an diesem Tag durchgeführt wurde oder ob sie ursprünglich an einem anderen Tag, eventuell dem früheren römischen Jahresanfang, dem 1. März, begangen wurde.
Der Name „Strenia“ ist vermutlich der Ursprung des Wortes „Strenae“ (im Französischen vorhanden als étrennes und im italienischen strenne), das die Neujahrsgeschenke bezeichnet, die sich die Römer gegenseitig schenkten und die ein gutes Omen waren.
Während der Zeit des Prinzipats nahmen diese Strenae oft die Form von Geldgeschenken an.
Johannes Lydos nach ist „Strenae“ ein sabinisches Wort für Wohlbefinden und Wohlstand (hygieia, lateinisch: salus). Dem Kirchenvater Augustinus von Hippo zufolge ist Strenia die Göttin, die die Menschen „strenuus“ macht, lebhaft und stark.
Einigen Gelehrten nach entstand die „Befana“-Tradition aus dem Strenuakult.